# チョコレート・シロップ
チョコレート・シロップ（英: Chocolate syrup）は、チョコレート風味の甘い調味料である。アイスクリームをはじめとする様々なデザートのトッピングやデザートソースとして、また牛乳と混ぜてチョコレートミルク、牛乳とアイスクリームと混ぜてアメリカンスタイルのチョコレート・ミルクシェイクを作るのに用いられる。ボトル容器からそのまま絞り出して食品にかけられる薄いものからスプーンですくってかける濃いものまで色々な粘度のチョコレートシロップが販売されている。
チョコレート・シロップは、プディングやケーキのトッピングとしても使用される。また、レストランでチーズケーキなどを装飾するためにココアパウダー、粉糖、チョコレートシェービングと共にチョコレート・シロップをきれいに垂らして飾る例もある。チョコレート・シロップには、チョコレート・ミルク用シロップとして販売されているもの（ネスクイックなど）と、アイスクリームサンデーのトッピング用として販売されているものがある。

## 基本成分
簡単なチョコレート・シロップは、無糖のココアパウダーと砂糖など甘味料および水から作ることが出来る。レシピによってはさらにコーンシロップや麦芽、バニラエッセンスのような香料等が含まれる。工業製品には、異性化糖、コーンシロップ、水、砂糖、ココアパウダー、ソルビン酸カリウム（保存料）、塩、モノアシルグリセロール及びジアシルグリセロール（乳化剤）、ポリソルベート60、キサンタンガム、バニリン（合成香料）などが使用されている。

## 他の使用法
白黒映画において、チョコレート・シロップは程よい粘度があり、俳優の口に入っても安全で、衣装に付着しても落ち易くまた安価であるため血糊として用いられる場合があり、『蜂女の実験室』や『サイコ』等の多くの映画で使用されている。

## 製品
- フォクシズ・ユーベット・チョコレート・シロップ / Fox's U-bet chocolate syrup
- サムバディズ・マザーズ・チョコレート・ソース / Somebody's Mother's Chocolate Sauce
- ボスコ・チョコレート・シロップ / Bosco Chocolate Syrup
- ハーシーズ・チョコレート・シロップ / Hershey's Chocolate Syrup
- カルヴァーズ・チョコレート・シロップ / Culver's Chocolate Syrup
- ネスレ・クイック・チョコレート・シロップ / Nestle Quik Chocolate Syrup